# Dwergekstertje
Het dwergekstertje (Lepidopygia nana synoniemen:Lemuresthes nana, Lonchura nana) is een heel klein vogeltje uit de familie van de prachtvinken (Estrildidae). De vogel wordt ook als kooivogel gehouden.

## Kenmerken
Het kopje is grijs met een zwart voorhoofd. Er loopt een zwarte streep van de snavel naar het oog en de keel is zwart.  De bovenzijde en de vleugels zijn dofbruin.  De staart is zwart met olijfgroen. De onderzijde van het lijfje is lichtbruin.
Het mannetje en vrouwtje zijn vrijwel aan elkaar gelijk, soms lijkt de zwarte keelvlek bij het jonge mannetje iets groter te zijn.
De totale lengte, van kop tot puntje van de staart, is 9 centimeter.

## Verspreiding en leefgebied
Deze soort komt (in het wild) voor op  Madagaskar. Het leefgebied bestaat uit gebieden met struikgewas (scrubland), graslanden, resten van natuurlijk bos, moerassen, rijstvelden en de omgeving van menselijke bewoning. De vogel komt voor tot op 2000 m boven de zeespiegel. De vogel komt voor in groepen tot wel 50 exemplaren, soms gemengd met ander soorten zaadeters.

## Status
De grootte van de wereldpopulatie/ is niet gekwantificeerd. Het is een algemeen voorkomende vogel en daarom staat het dwergekstertje als niet bedreigd op de Rode Lijst van de IUCN.

## Verzorging als volière vogel
Deze vogel is in Nederland vrij gemakkelijk te houden in een grote kooi of (buiten)-volière. Ze hebben wel voldoende ruimte nodig om een eigen territorium te kunnen afbakenen, maar is niet agressief.
Het is geen tere vogel en kan in de winter, met een beetje beschutting tegen al te guur weer, nog in de buitenvolière verblijven.
Zijn voedsel bestaat niet alleen uit (gekiemde) zaden, zoals gierst en witzaad, maar ook uit groenvoer en tijdens de kweekperiode ook klein levend voer.
Water, scherp maagkiezel en grit moeten vanzelfsprekend altijd voorhanden zijn. Bovendien badderen ze graag, dus een platte schaal met fris water wordt zeer op prijs gesteld.